# ClimeNews
A ClimeNews egy magyar nyelvű online hírportál, amely a klímaváltozással és annak hatásaival foglalkozik. A ClimeNews 2012-ben indult, azzal a céllal, hogy felhívja a figyelmet a környezeti kihívásokra és a fenntartható fejlődésre. A ClimeNews független és pártatlan médium, amely nem áll semmilyen politikai vagy gazdasági érdekcsoport befolyása alatt. A ClimeNews hírei naprakészek, megbízhatók és érdekesek, és több forrásból is táplálkoznak. A ClimeNews cikkei nemcsak informálni, hanem inspirálni, motiválni és aktivizálni is akarják az olvasókat, hogy vegyenek részt a klímaváltozás elleni küzdelemben. A ClimeNews cikkei tehát nem csak hírek, hanem üzenetek is.

## A ClimeNews cikkei a klímaváltozás különböző aspektusairól szólnak
- A klímaváltozás tudományos háttere és bizonyítékai
- A klímaváltozás hatásai az emberi egészségre, a gazdaságra, a társadalomra és a természetre
- A klímaváltozás elleni küzdelem nemzetközi és hazai szintű politikai és jogi keretei
- A klímaváltozás elleni küzdelem lehetőségei és jó példái a vállalatok, a civil szervezetek, az önkormányzatok és az egyének szintjén
- A klímaváltozáshoz való alkalmazkodás stratégiái és módszerei
- A klímaváltozással kapcsolatos hírek, események, kutatások, innovációk és kezdeményezések
- Tudósok figyelmeztetései
- Az évtized legfontosabb ENSZ jelentései
- 100 közül a leghatékonyabb klímavédelem
- Időjárás
- Tanulás
- ÜHG ismeret

## Története
A ClimeNews ötlete 2012-ben született meg, alapítója Rampasek László A., aki elsőként fogalmazott meg olyan állításokat, amelyek tudományos körökben is később váltak elfogadottá, pl. a népességrobbanással, fenntarthatatlansággal kapcsolatban. A ClimeNews – Hírportál oldalain található Szolgáltatások célja a széleskörű információnyújtás magánemberek és  az OurOffset Nonprofit LLC éghajlatvédelmi szervezet támogatása révén.